# Tefik Osmani
Tefik Osmani (ur. 8 czerwca 1985 w Korczy) – albański piłkarz grający na pozycji środkowego obrońcy. Od 2014 roku jest zawodnikiem klubu Skënderbeu Korcza.

## Kariera klubowa
Karierę piłkarską Osmani rozpoczął w klubie Skënderbeu Korcza. W 2002 roku awansował do kadry pierwszego zespołu. W sezonie 2002/2003 zadebiutował w nim w drugiej lidze albańskiej. W 2003 roku odszedł do Tomori Berat, a w sezonie 2004/2005 grał w KF Elbasani. W sezonie 2005/2006 występował na Ukrainie, w Metałurhu Zaporoże. W sezonie 2006/2007 ponownie grał w KF Elbasani. W sezonie 2007/2008 był piłkarzem Partizani Tirana, a w latach 2008–2011 - KF Tirana. Wraz z KF Tirana wywalczył mistrzostwo Albanii w sezonie 2008/2009 oraz zdobył Puchar i Superpuchar Albanii w 2011 roku.
W 2011 roku Osmani przeszedł do Teuty Durrës. Zadebiutował w niej 12 września 2011 w wygranym 1:0 wyjazdowym meczu z KF Tirana. Wraz z Teutą wywalczył wicemistrzostwo kraju w sezonie 2011/2012.
Latem 2012 Osmani został piłkarzem Vlaznii Szkodra, w którym swój debiut zaliczył 24 sierpnia 2012 w domowym meczu ze Skënderbeu Korcza (1:3). Na początku 2013 roku wrócił do Teuty Durrës. W 2014 przeszedł do Skënderbeu Korcza.
| Sezon   | Klub              | Kraj    | Rozgrywki           | Mecze | Bramki |
| ------- | ----------------- | ------- | ------------------- | ----- | ------ |
| 2002/03 | Skënderbeu Korcza | Albania | Kategoria e Parë    | ?     | ?      |
| 2003/04 | Tomori Berat      | Albania | Kategoria e Parë    | ?     | ?      |
| 2004/05 | KF Elbasani       | Albania | Kategoria Superiore | 36    | 2      |
| 2005/06 | Metałurh Zaporoże | Ukraina | Premier-liha        | 7     | 0      |
| 2006/07 | KF Elbasani       | Albania | Kategoria Superiore | 22    | 2      |
| 2007/08 | Partizani Tirana  | Albania | Kategoria Superiore | 31    | 3      |
| 2008/09 | KF Tirana         | Albania | Kategoria Superiore | 24    | 0      |
| 2009/10 | KF Tirana         | Albania | Kategoria Superiore | 26    | 0      |
| 2010/11 | KF Tirana         | Albania | Kategoria Superiore | 27    | 1      |
| 2011/12 | Teuta Durrës      | Albania | Kategoria Superiore | 23    | 2      |
| 2012/13 | Vllaznia Szkodra  | Albania | Kategoria Superiore | 13    | 1      |
| 2012/13 | Teuta Durrës      | Albania | Kategoria Superiore | 12    | 2      |
| 2013/14 | Teuta Durrës      | Albania | Kategoria Superiore | 26    | 2      |
| 2014/15 | Skënderbeu Korcza | Albania | Kategoria Superiore | 22    | 1      |
| 2015/16 | Skënderbeu Korcza | Albania | Kategoria Superiore |       |        |

## Kariera reprezentacyjna
W reprezentacji Albanii Osmani zadebiutował 9 lutego 2005 roku w przegranym 0:2 meczu eliminacji do MŚ 2006 z Ukrainą, rozegranym w Tiranie.